# Emmesomyia ignobilis
Emmesomyia ignobilis este o specie de muște din genul Emmesomyia, familia Anthomyiidae. A fost descrisă pentru prima dată de Stein în anul 1913. Conform Catalogue of Life specia Emmesomyia ignobilis nu are subspecii cunoscute.